# Elfstedentocht
A competição de patinação no gelo natural Elfstedentocht é uma corrida de quase 200 km organizada na província holandesa da Frísia. A competição começa e termina em Leeuwarden, a capital da província, e recebe esse nome porque passa por os 11 ("elf") municípios ("steden") históricos da província.
A Elfstedentocht foi realizada pela primeira vez (oficialmente) em 1909 e ocorre, no máximo, uma vez por inverno. No total, a corrida foi realizada quinze vezes até agora. A mais recente ocorreu em 1997. A competiição mais recente ocorreu em 1997. Nunca houve tanto tempo entre duas edições como agora. O antigo recorde era de 8.070 dias, entre as edições de 1963 e 1985. Isso ocorre porque a competição só pode ser realizada se as condições do gelo forem adequadas em todo o percurso. A competição começa 48 horas depois da grossura do gelo ser medida e medir 15 cm.
Por conta do aquecimento global a competição corre risco de extinção.

## Trajeto

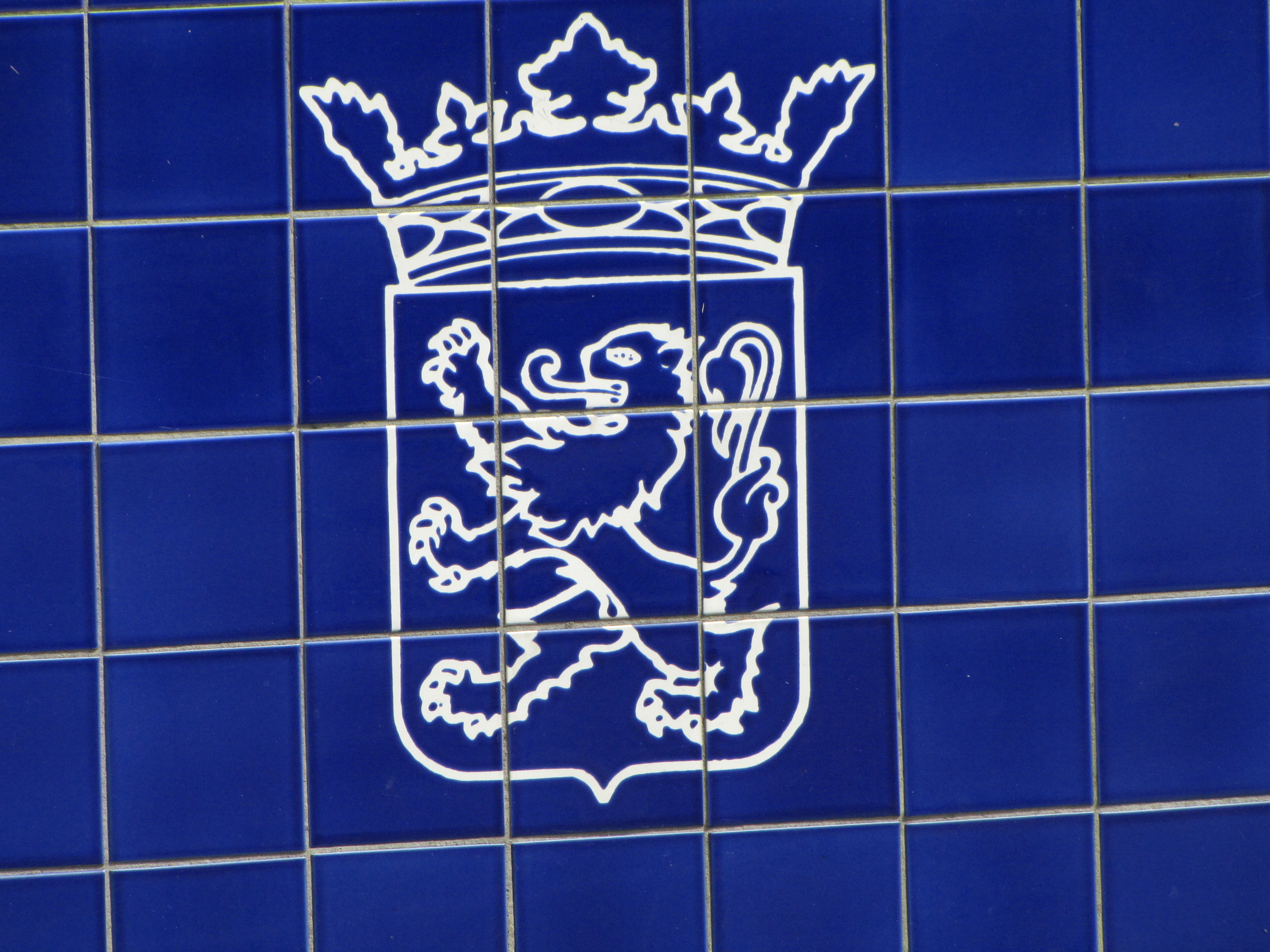
Um detalhe do Elfstedenmonument perto de Giekerk, município de Tietjerksteradeel

A corrida leva os participantes pelos únicos onze municípios da Frísia que possuem direitos de cidade. Embora existam munincípios na província que sejam mais populosos como Drachten (45.000 habitantes) e Heerenveen (30.000 habitantes), esses locais não são oficialmente considerados "cidades". Além dessas onze cidades históricas, o percurso também passa por vilarejos, mas não exige que todos esses vilarejos sejam visitados. No entanto, é obrigatório passar por todas as onze cidades. Por exemplo, em 2012, havia planos para uma rota alternativa - não oficial - que não passaria pelo rio Luts em Balk, mas pelo Fluessen. Como Balk não é uma das onze cidades, essa rota alternativa não comprometeria o status da corrida: ela continuaria sendo uma Elfstedentocht válida.
As primeiras quatro edições, de 1909 - 1933, e a sétima, em 1941, foram concluídas no sentido anti-horário; as dez restantes no sentido horário. Desde então, o percurso tem sido o seguinte:
| Cidade               | Frísio     | Distância do ponto de partida (km) |
| -------------------- | ---------- | ---------------------------------- |
| Leeuwarden (partida) | Ljouwert   | 0                                  |
| Sneek                | Snits      | 22                                 |
| IJlst                | Drylts     | 26                                 |
| Sloten               | Sleat      | 40                                 |
| Stavoren             | Starum     | 66                                 |
| Hindeloopen          | Hylpen     | 77                                 |
| Workum               | Warkum     | 86                                 |
| Bolsward             | Boalsert   | 99                                 |
| Harlingen            | Harns      | 116                                |
| Franeker             | Frjentsjer | 129                                |
| Dokkum               | Dokkum     | 174                                |
| Leeuwarden (fim)     | Ljouwert   | 199                                |

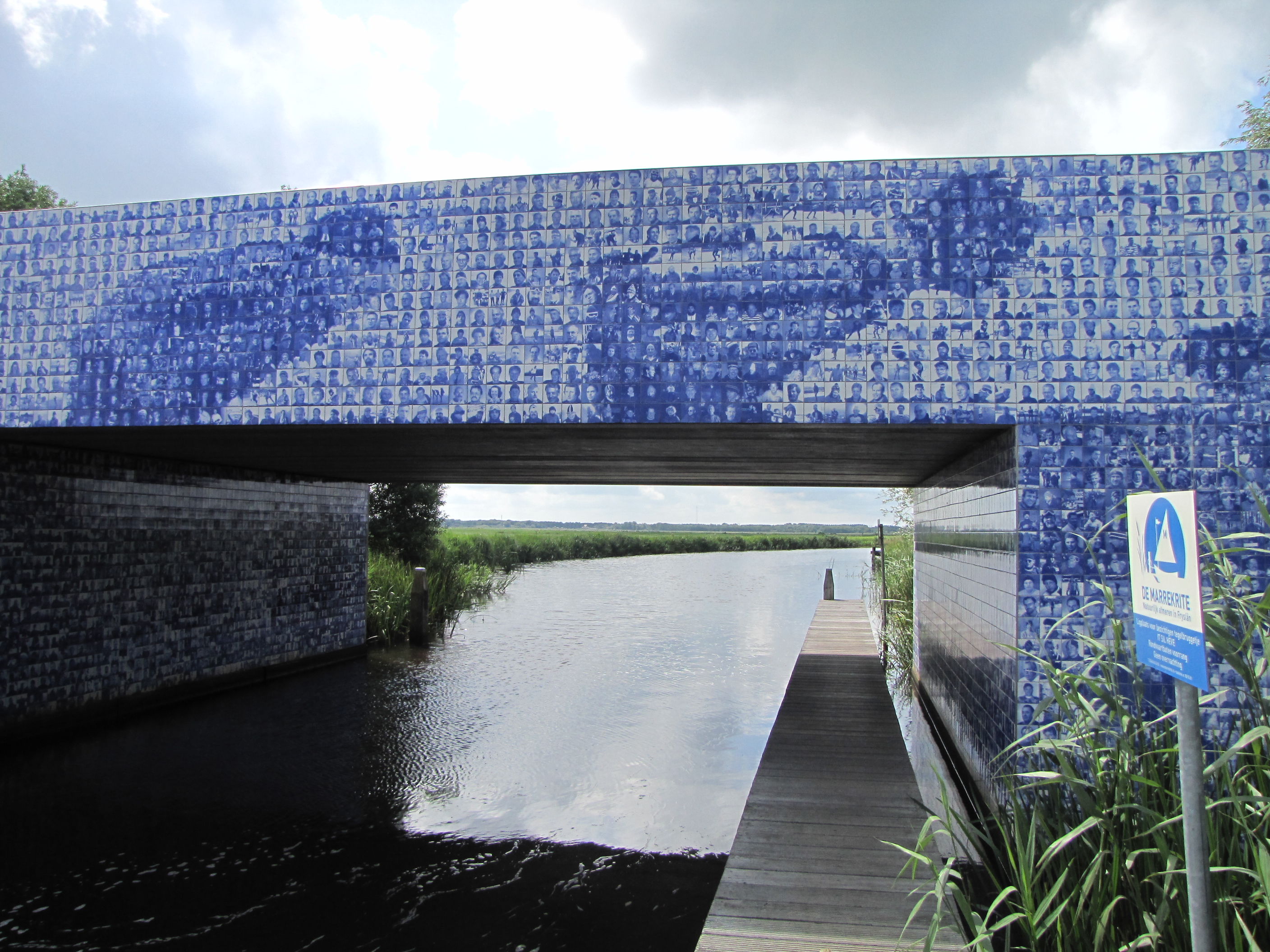
Elfstedenmonument (Monumento das Onze Cidades)(ponte de azulejos, mosaico fotográfico) perto de Giekerk

Cada participante receberá um cartão de carimbos no momento da inscrição. Existem postos de carimbos nas onze cidades mencionadas acima. Nesses locais, os competidores e turistas deverão apresentar seus cartões, que serão carimbados manualmente. Além disso, existem três estações secretas de carimbos para evitar que os participantes percorram parte do percurso de carro. Durante uma verificação secreta, um furo é feito no cartão com um alicate especial.
Os primeiros onze participantes masculinos a chegar e as primeiras onze participantes femininas a chegar recebem uma medalha. O vencedor da corrida entre os homens recebe um prato de prata, o troféu rotativo Pim Mulier. A vencedora entre as mulheres recebe dois troféus rotativos: uma taça de prata e um troféu de prata. Ambos os vencedores são homenageados com uma coroa de flores e seus nomes são gravados na inscrição da estátua do Elfstedenrijder.

## História

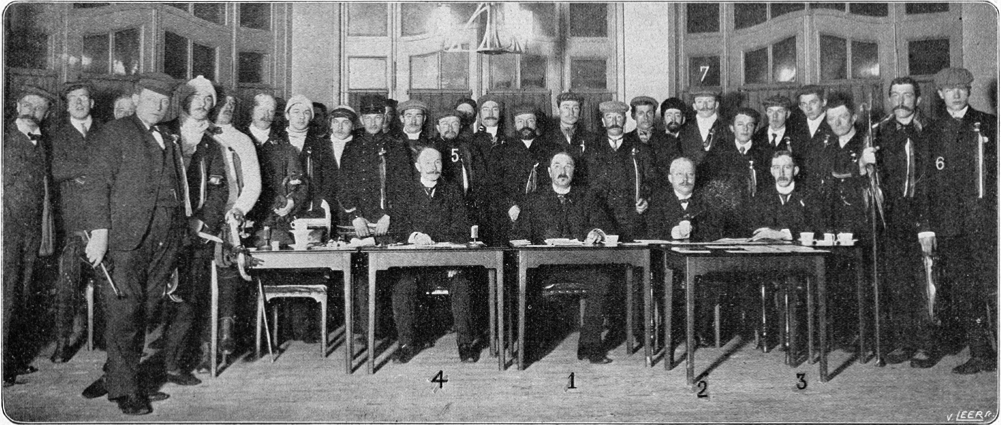
Participantes do primeiro Elfstedentocht em 1909

Menciona-se desde 1760 que os patinadores visitam todas as onze cidades da Frísia em um único dia. A Elfstedentocht já fazia parte da tradição frísia quando, em 1890, Pim Mulier concebeu a ideia de uma tour organizada, que foi realizada pela primeira vez em 1909, quando 22 homens competiram. Após essa corrida, foi criada a Vereniging De Friesche Elf Steden (Associação das Onze Cidades Frísias) para organizar as corridas. 
Na edição de 1912, Jikke Gaastra foi a primeira mulher a completar a Elfstedentocht, mas não conseguiu terminar todo o percurso porque o gelo não estava bom o suficiente após Sneek. Na edição de 1917, Janna van der Weg foi a primeira mulher a completar a tour.
As edições de 1940, 1941 e 1942 ocorreram durante invernos particularmente rigorosos, com a corrida sendo realizada em cada um desses anos. A corrida de 1940, realizada três meses antes da invasão alemã nos Países Baixos, contou com mais de 3.000 competidores que começaram às 05:00 do dia 30 de janeiro, com os cinco primeiros terminando às 16:34. O evento dominou as primeiras páginas dos jornais holandeses.
A Elfstedentocht de 1963 ficou conhecida como "O inferno de 63", quando apenas 69 dos 10.000 participantes conseguiram terminar a corrida devido às temperaturas extremamente baixas de -18°C, neve em pó e um vento oriental severo. As condições foram tão horríveis que o vencedor de 1963, Reinier Paping, tornou-se um herói nacional e a tour, lendária. Paping não conseguiu ver a linha de chegada porque estava cego de neve no final da corrida, e muitos dos competidores tiveram congelamento, membros quebrados e olhos danificados.
A próxima Elfstedentocht após 1963 foi realizada em 1985; os tempos haviam mudado. Antes, um dos melhores métodos para se manter aquecido durante a tour era usar jornais sob as roupas. Nos 20 anos entre as tours de 1963 e 1985, as roupas, métodos de treinamento e patins tornaram-se muito mais avançados, mudando a natureza da patinação.
A tour de 1985 foi encerrada prematuramente devido ao degelo; já às 22:00 da noite, os patinadores foram retirados do gelo. Em 1986, o atual rei holandês (na época ainda príncipe herdeiro) Willem-Alexander completou a Elfstedentocht sob o nome de W.A. van Buren, sendo Van Buren um pseudônimo tradicional da Casa Real. Em 1997, Piet Kleine, que anteriormente havia ganhado uma medalha de ouro nas Olimpíadas de patinação de velocidade, foi desclassificado porque não conseguiu um carimbo em Hindeloopen, apesar de haver evidências em vídeo de que ele esteve lá.
2012 - a corrida que nunca aconteceu
A expectativa para uma Elfstedentocht em 2012 aumentou devido a uma onda de frio de dez dias no final de janeiro e início de fevereiro, quando temperaturas de até -22,9°C foram registradas em Lelystad. Em 2 de fevereiro de 2012, foi relatado que 95% das comportas que controlavam o fluxo de água nos canais haviam sido ajustadas para maximizar a espessura do gelo. O Real Instituto Metereologico dos Países Baixos (KNMI) previu que as temperaturas não subiriam acima de zero até, no mínimo, quarta-feira, 8 de fevereiro, com a espessura do gelo variando entre 15 cm e 25 cm.

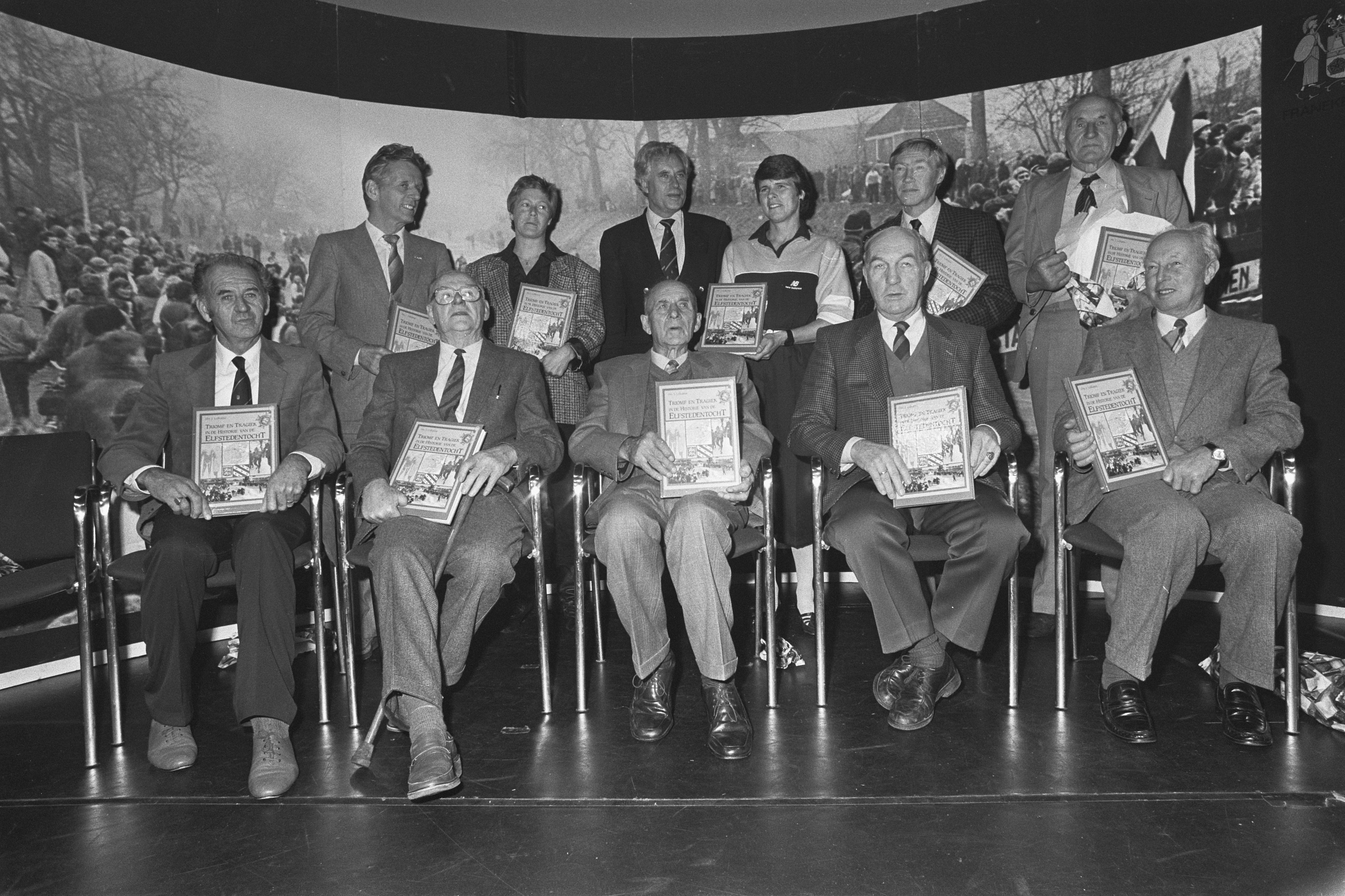
Vencedores do Elfstedentocht na apresentação de um livro sobre a turnê, 4 de novembro de 1986

No entanto, em 8 de fevereiro, Wiebe Wieling, presidente do comitê organizador, anunciou que a corrida foi cancelada devido a questões de segurança. Uma onda de frio de dez dias foi insuficiente para o evento; o evento de 1997 ocorreu ao final de uma onda de frio de 12 dias

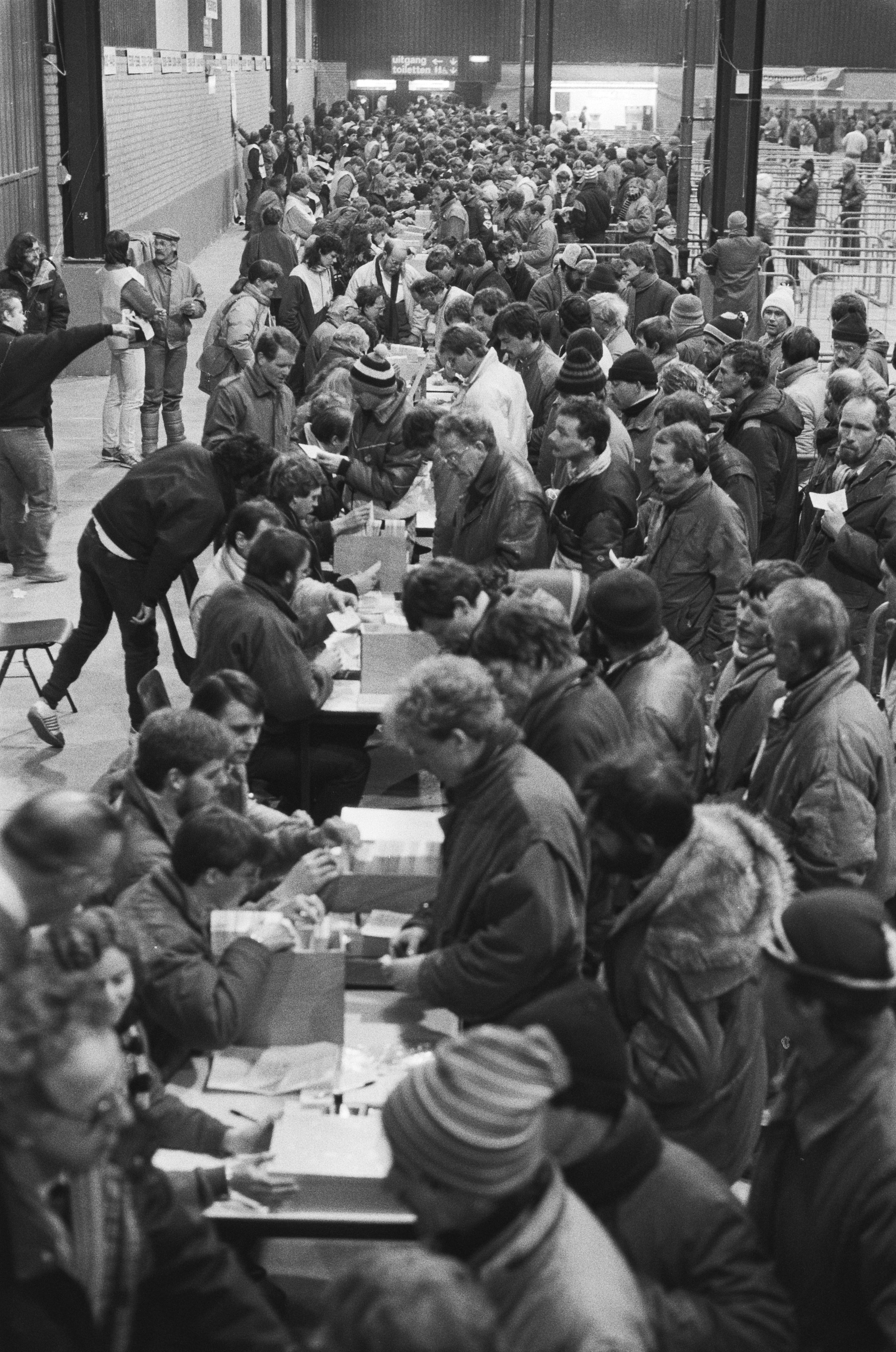
Inscrições para o 14º Turnê Onze Cidades

| edição | data            | ano  | participantes | participantes | vencedores           | vencedores         | vencedores | km    | vencedoras (**)     | vencedoras (**) | vencedoras (**) |
| edição | data            | ano  | começaram     | finalizaram   | nome                 | residência         | tempo      | km    | nome                | residência      | tempo           |
| ------ | --------------- | ---- | ------------- | ------------- | -------------------- | ------------------ | ---------- | ----- | ------------------- | --------------- | --------------- |
| 1a     | 2 de janeiro    | 1909 | 23            |               | Minne Hoekstra       | Warga              | 13:50      | 189   |                     |                 |                 |
| 2a     | 7 de fevereiro  | 1912 | 65            | 36%           | Coen de Koning       | Arnhem             | 11:40      | 189   |                     |                 |                 |
| 3a     | 27 de janeiro   | 1917 | 150           | 61%           | Coen de Koning       | Arnhem             | 9:53       | 189   | Janna van der Weg   | Leeuwarden      | 13:24           |
| 4a     | 12 de fevereiro | 1929 | 303           | 38%           | Karst Leemburg       | Leeuwarden         | 11:09      | 191   |                     |                 |                 |
| 5a     | 16 de dezembro  | 1933 | 512           | 94%           | Abe de Vries         | Dronrijp           | 9:05       | 195   |                     |                 |                 |
| 5a     | 16 de dezembro  | 1933 | 512           | 94%           | Sipke Castelein      | Wartena            | 9:05       | 195   |                     |                 |                 |
| 6a     | 30 de janeiro   | 1940 | 3404          | 43%           | Piet Keijzer         | De Lier            | 11:30      | 198,5 |                     |                 |                 |
| 6a     | 30 de janeiro   | 1940 | 3404          | 43%           | Cor Jongert          | Alkmaar            | 11:30      | 198,5 |                     |                 |                 |
| 6a     | 30 de janeiro   | 1940 | 3404          | 43%           | Durk van der Duim    | Warga              | 11:30      | 198,5 |                     |                 |                 |
| 6a     | 30 de janeiro   | 1940 | 3404          | 43%           | Sjouke Westra        | Warmenhuizen       | 11:30      | 198,5 |                     |                 |                 |
| 6a     | 30 de janeiro   | 1940 | 3404          | 43%           | Auke Adema           | Franeker           | 11:30      | 198,5 |                     |                 |                 |
| 7a     | 6 de fevereiro  | 1941 | 1900          | 88%           | Auke Adema           | Franeker           | 9:19       | 198,5 |                     |                 |                 |
| 8a     | 22 de janeiro   | 1942 | 4832          | 82%           | Sietze de Groot      | Weidum             | 8:44       | 198   |                     |                 |                 |
| 9a     | 8 de fevereiro  | 1947 | 2061          | 15%           | Jan W. van der Hoorn | Ter Aar            | 10:51      | 191   |                     |                 |                 |
| 10a    | 3 de fevereiro  | 1954 | 2735          | 81%           | Jeen van den Berg    | Heerenveen         | 7:35       | 198,5 |                     |                 |                 |
| 11a    | 14 de fevereiro | 1956 | 6339          | 76%           | Nenhum vencedor(*)   | Nenhum vencedor(*) | 8:46       | 190,5 |                     |                 |                 |
| 12a    | 18 de janeiro   | 1963 | 9862          | 1,3%          | Reinier Paping       | Ommen              | 10:59      | 196,5 |                     |                 |                 |
| 13a    | 21 de fevereiro | 1985 | 16 455        | 79%           | Evert van Benthem    | Sint Jansklooster  | 6:47       | 196,8 | Lenie van der Hoorn | Ter Aar         | 7:33            |
| 14a    | 26 de fevereiro | 1986 | 16 999        | 88%           | Evert van Benthem    | Sint Jansklooster  | 6:55       | 199,3 | Tineke Dijkshoorn   | Schipluiden     | 7:55            |
| 15a    | 4 de janeiro    | 1997 | 16 738        | 69%           | Henk Angenent        | Woubrugge          | 6:49       | 199,6 | Klasina Seinstra    | Luxwoude        | 7:49            |